# Holt megye (Nebraska)
Holt megye az Amerikai Egyesült Államokban, azon belül Nebraska államban található. Megyeszékhelye és legnagyobb városa O’Neill. Lakosainak száma 10 127 fő (2020. április 1.). Holt megye Boyd, Wheeler, Garfield, Loup, Keya Paha, Rock, Knox és Antelope megyékkel határos.

## Népesség
A megye népességének változása:
| Lakosok száma | 10 456 | 10 459 | 10 404 | 10 449 | 10 313 | 10 127 |
|               | 2010   | 2011   | 2012   | 2013   | 2015   | 2020   |